# Capriccio (programma televisivo)
Capriccio è stato un programma televisivo e radiofonico italiano di genere talk show erotico, andato in onda il lunedì dalle 22.40 su Italia 1 e in contemporanea su RTL 102.5 dal 15 novembre al 13 dicembre 1999, per cinque puntate, con la conduzione di Alba Parietti.

## La trasmissione
Ispirata all'omonimo programma radiofonico condotto in precedenza da Ambra Angiolini sempre su RTL 102.5, si trattava di un talk show legato alle tematiche del sesso; in ciascuna puntata veniva affrontato un determinato argomento, in merito al quale i telespettatori potevano intervenire in diretta dicendo la loro, o confessando le proprie fantasie o abitudini sessuali. Per mantenere l'equilibrio giusto per una trasmissione televisiva, la conduttrice era coadiuvata in studio dal conduttore radiofonico di RTL 102.5, che ritrasmetteva in contemporanea il talk, Luca Viscardi, e il ginecologo e sessuologo Roberto Bernorio. Ogni puntata era arricchita dalla presenza di ospiti noti; la prima, per la puntata del 15 novembre 1999, fu Anna Falchi.
Tra gli autori e ideatori della trasmissione c'era Tiziana Baudo, figlia del più noto Pippo Baudo. Il programma ricordava un format proposto nel 1992 sempre su Italia 1 da Giuliano Ferrara insieme alla moglie Anselma Dell'Olio, intitolato Lezioni d'amore e sospeso anzitempo per le polemiche suscitate.

### Accoglienza e critiche
La prima puntata della trasmissione ottenne un indice d'ascolto pari a quasi un milione e mezzo di telespettatori, sfiorando il 10% di share. La critica televisiva de La Stampa giudicò il talk show simpatico, ma anche serio, troppo lungo e, una volta compreso il meccanismo della trasmissione (un susseguirsi di telefonate dei telespettatori relative all'argomento della giornata) noioso. Massimo Gramellini invece giudicò la trasmissione come "seria" e di "servizio pubblico", per il modo in cui veniva trattato l'argomento della sessualità. Antonio Dipollina de la Repubblica non apprezzò l'operazione che portò a una trasposizione di una fortunata trasmissione radiofonica in tv, ritenendo preparate o comunque precedentemente concordate le telefonate degli spettatori intervenuti in onda.